# Анациклус булавовидный
Анациклус булавовидный, или Слюногон булавовидный (лат. Anacyclus clavatus) — вид цветковых растений семейства Астровые (Asteraceae).

## Описание
Это однолетнее растение. Стебли до 60 см, простые или ветвистые. Обычно мохнатый листья 2-3 раза перистые. Соцветия ромашкоподобные формы. Головки имеют диаметр (без лучей цветков) от 15 до 20 мм. Цветы и фрукты с марта по май (с сентября по ноябрь).

## Распространение
Родной диапазон: Южная Европа, Северная Африка, Западная Азия — Алжир, Франция, Хорватия, Греция, Испания, Италия, Бывшая Югославия, Ливия, Португалия, Марокко, Мальта, Тунис, Турция. Натурализованный: Бельгия, Люксембург, Чехия, Германия, Швейцария, Ливан, Сирия, Норвегия, Польша, Украина.
Растет в светлых лесах в районе Средиземноморья, на лугах и на пляжах Средиземноморья из песка и гравия. Редко используется как декоративное растение.